# 三義鄉 (台灣)
三義鄉（臺灣客家語四縣腔：samˊ ngi hiongˊ），舊稱「三叉」、「三叉河」，位於臺灣苗栗縣南端，是臺灣主要的客家聚落之一，境內客家人口居各族群多數（居民結構由「多重認定」準則抽樣調查，推估客閩比例約86:25），客家語為主要語言，屬四縣腔一系，並以客家文化為主題發展觀光產業。境內木雕產業發達，因此有「台灣木雕王國」之美名。除了木雕與客家文化外，因穿越三義鄉的臺鐵舊山線在鄉境內遺留有以勝興車站為中心的多項鐵路遺跡，因此也逐漸發展出以鐵路為主題的觀光風潮。
境內主要為丘陵與山區的三義鄉在氣候上屬於副熱帶季風氣候，特徵深受季風影響，台灣的冬季氣候也在此作為分水嶺，自台北南下，常常過了三義後，一改原本的烏雲密布，就進入中南部常有的晴天。三義冬季多霧，亦有霧鄉之稱，也因為此，沿途高速公路燈火通明。
2016年，三義及南庄兩鄉同時通過「國際慢城認證」，苗栗縣也成為台灣唯一擁有兩個通過國際慢城認證的城市。

## 歷史
三義鄉舊稱「三叉」，又稱「三叉河」，係因西湖溪（原名「打哪叭溪」）主流與支流水尾溪（原名「打木溪」）在三興橋一帶匯流，呈現三條水路，形成三叉狀，故名。
1661年（明永曆十五年），設置一府二縣，苗栗歸天興縣管轄。1723年（清雍正元年），設苗栗一堡，開始有各地村落雛型。1887年（清光绪十三年），苗栗設縣，三義地區劃為新設之苗栗縣。1895年（清光绪二十一年），日本治台，三義地區仍屬苗栗一堡。1903年（明治三十六年），縱貫線向南延伸，推進至三叉河，設「三叉河驛」。
1920年（大正九年），設新竹州苗栗郡三叉，轄區包括原屬新竹廳苗栗一堡之三叉河庄、雙草湖庄、魚藤坪庄、鯉魚潭。同時將「三叉河驛」車站更名為「三叉驛」
。
戰後1945年，改為新竹縣之一部分。1950年，三義地區改隸苗栗縣，改稱「三叉鄉」。1953年10月，以「叉」字字義不雅為由，改名為「三義」，該地區遂以「三義」名稱至今。

## 人口
根據苗栗縣政府民政處統計，2024年底三義鄉戶數約5.7千戶，人口約1.5萬人，鄉內人口最多與最少的村分別是廣盛村與龍騰村，2024年底兩村人口分別為4,283人與420人。

## 政治

### 歷屆鄉長
- 第1屆：陳永財
- 第2、3屆：賴標秀
- 第4屆：徐鵬
- 第5、6屆：吳昌源
- 第6屆補選：吳遠裕
- 第7、8屆：賴智達
- 第9、10屆：管坤錦
- 第11、12屆：吳振鵬
- 第13、14屆：湯申源
- 第15、16屆：徐健堂
- 第16屆補選：徐文達
- 第17屆：徐文達
- 第18、19屆：呂明忠

### 鄉政組織
三義鄉公所是三義鄉最高層級的地方行政機關，在中華民國政府架構中為鄉自治的行政機關，同時負責執行縣政府及中央機關委辦事項，三義鄉的自治監督機關為苗栗縣政府。鄉長由全體鄉民直接選舉產生，任期為四年，可連選連任一次。三義鄉公所並置鄉政會議，為鄉政最高決策機構，在鄉長之下，設有5課3室等8個內部單位及3個附屬機關。
三義鄉民代表會是三義鄉的最高民意機關，代表三義鄉全體鄉民立法和監察鄉政。鄉民代表由公民直選選出，任期為四年，可連選連任。三義鄉民代表會共有11位鄉民代表，分別為第一選區3席鄉民代表、第二選區3席鄉民代表、第三選區3席鄉民代表、第四選區2席鄉民代表，主席、副主席由11位鄉民代表互選產生。

### 行政區
現今三義鄉行政範圍的確立，來自於1920年，日本將臺灣十二廳改為五州二廳，設三叉庄屬新竹州苗栗郡。三叉庄轄三叉、十六份、雙草湖、雙連潭、拐子湖、魚藤坪、鯉魚潭等7個大字:164。1945年，改為「三叉鄉」，屬新竹縣苗栗區。1950年，調整行政區域，三叉鄉改隸新成立的苗栗縣:165。1953年，三叉鄉改名「三義鄉」。三義鄉的行政區劃轄有雙湖村、廣盛村、勝興村、雙潭村、西湖村、龍騰村、鯉魚潭村等7個村:89，共計161鄰。
| 三義鄉行政區劃                                     |
| 雙湖村 廣盛村 勝興村 雙潭村 西湖村 龍騰村 鯉魚潭村 |

## 教育與學術研究

### 高級中等學校
- 苗栗縣立三義高級中學

### 國民中學
- 苗栗縣立三義高級中學國中部

### 國民小學
- 苗栗縣三義鄉育英國民小學（页面存档备份，存于）
  - 苗栗縣三義鄉育英國民小學龍騰分校（页面存档备份，存于）
- 苗栗縣三義鄉僑成國民小學（页面存档备份，存于）
- 苗栗縣三義鄉建中國民小學（页面存档备份，存于）
- 苗栗縣三義鄉鯉魚國民小學（页面存档备份，存于）

### 圖書館
- 三義鄉立圖書館

### 博物館
- 三義木雕博物館
- 中華樟腦博物館
- 三義山板樵休閒農場 （页面存档备份，存于）
- 台灣藝術博物館
- 火炎山生態教育館（页面存档备份，存于）

### 社會教育
- 三義客家書院

## 交通

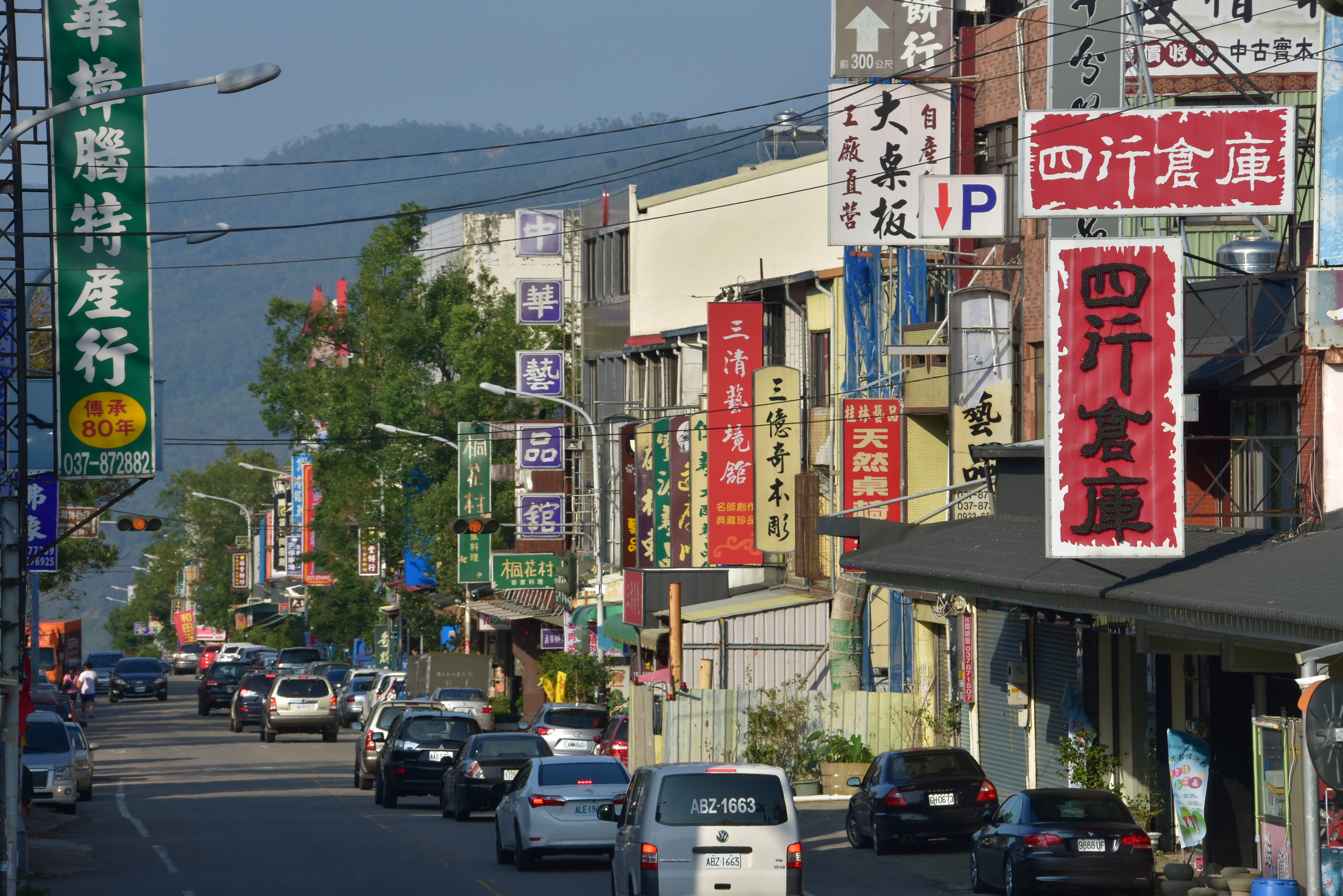
台13線行經三義市區，可見兩旁木雕藝品店林立。

### 鐵路
臺灣鐵路管理局
- 臺中線：三義車站
- 舊山線：三義車站 - 勝興車站

### 國道
- 中山高速公路
  - 三義交流道（150）

### 省道
- 台13線

### 縣道
- 縣道119號：後龍鎮－西湖鄉－銅鑼鄉－三義鄉
- 縣道130號：為苗栗知名風景線之一。（苑裡鎮－三義鄉－大湖鄉八份）
- 縣道140號：原縣道130甲線。（苑裡鎮南房－火炎山－三義鄉）

### 公車客運
臺中市市區公車行經三義鄉的路線有839路（國立苑裡高中至泰安車站），可前往國立苑裡高中、苑裡車站、大甲幼獅產業園區、日南車站、泰安車站等地。公路客運行經三義市區的路線有5664路（苗栗至三義）等1條路線，提供鄉民搭乘與苗栗市、銅鑼鄉等鄰近鄉鎮轉運之用，5818路（苑裡至伯公坑）則行駛縣道130號與苗45線至苑裡站，提供南部的伯公坑地區鄉民搭乘轉運之用。國道客運行經三義鄉的路線有6606路（豐原至臺北）等1條路線，可前往豐原區、后里區等鄰近鄉鎮以及位於臺北市的捷運大橋頭站、臺北轉運站等地。

## 旅遊

### 鐵道景點
- 舊山線
  - 勝興老街
  - 挑柴古道

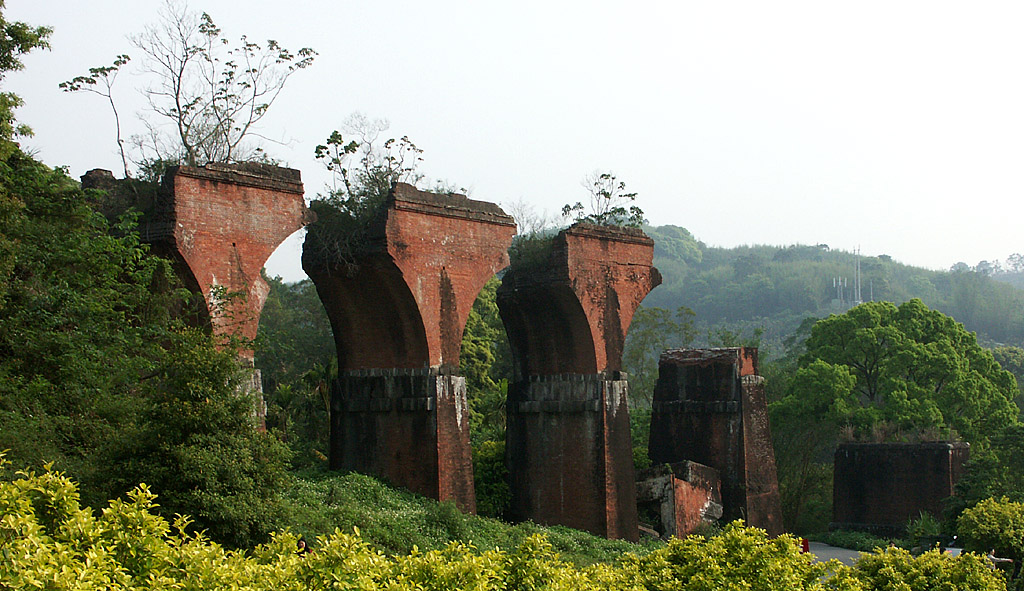
龍騰斷橋

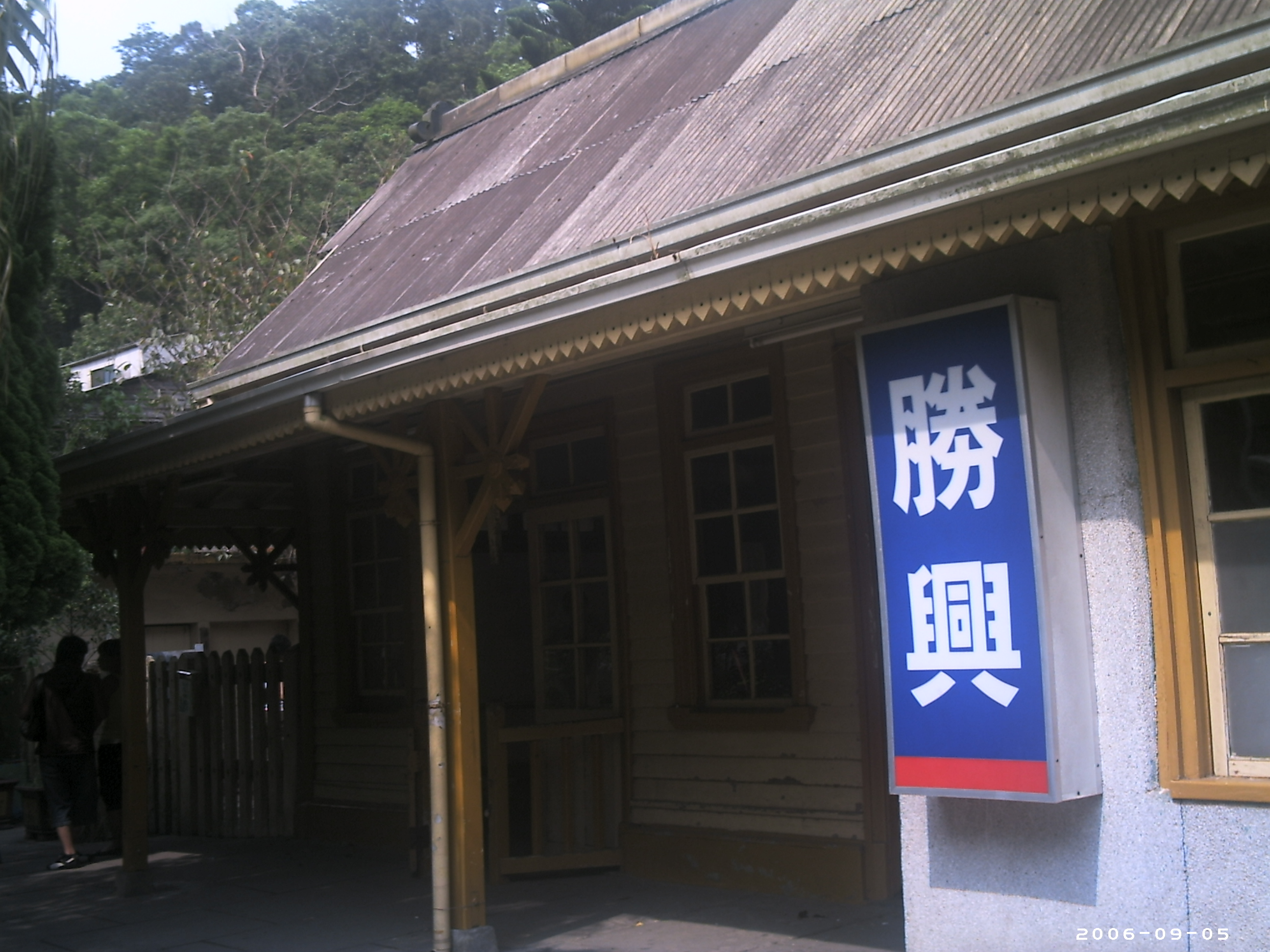
勝興車站

  - 勝興車站：標高402.326公尺，縱貫線鐵路最高點。
  - 龍騰斷橋: 原為山線鐵路橋，昭和10年(1935年)關刀山大地震時被震毀，而後一直未修復，而是在其旁增建另一座鐵橋。民國88年(1999年)921大地震時再次受損。目前為苗栗著名觀光景點，有台灣鐵道藝術極品之稱。
  - 內社川橋：亦稱鯉魚潭鐵橋。
  - 一號隧道
  - 二號隧道
  - 連續隧道

### 山區、自然保留區景點
- 三義火炎山
  - 登山步道
  - 三義火炎山自然保留區
  - 火炎山森林生態教育館 （页面存档备份，存于）：位於三義市區、中正路上。

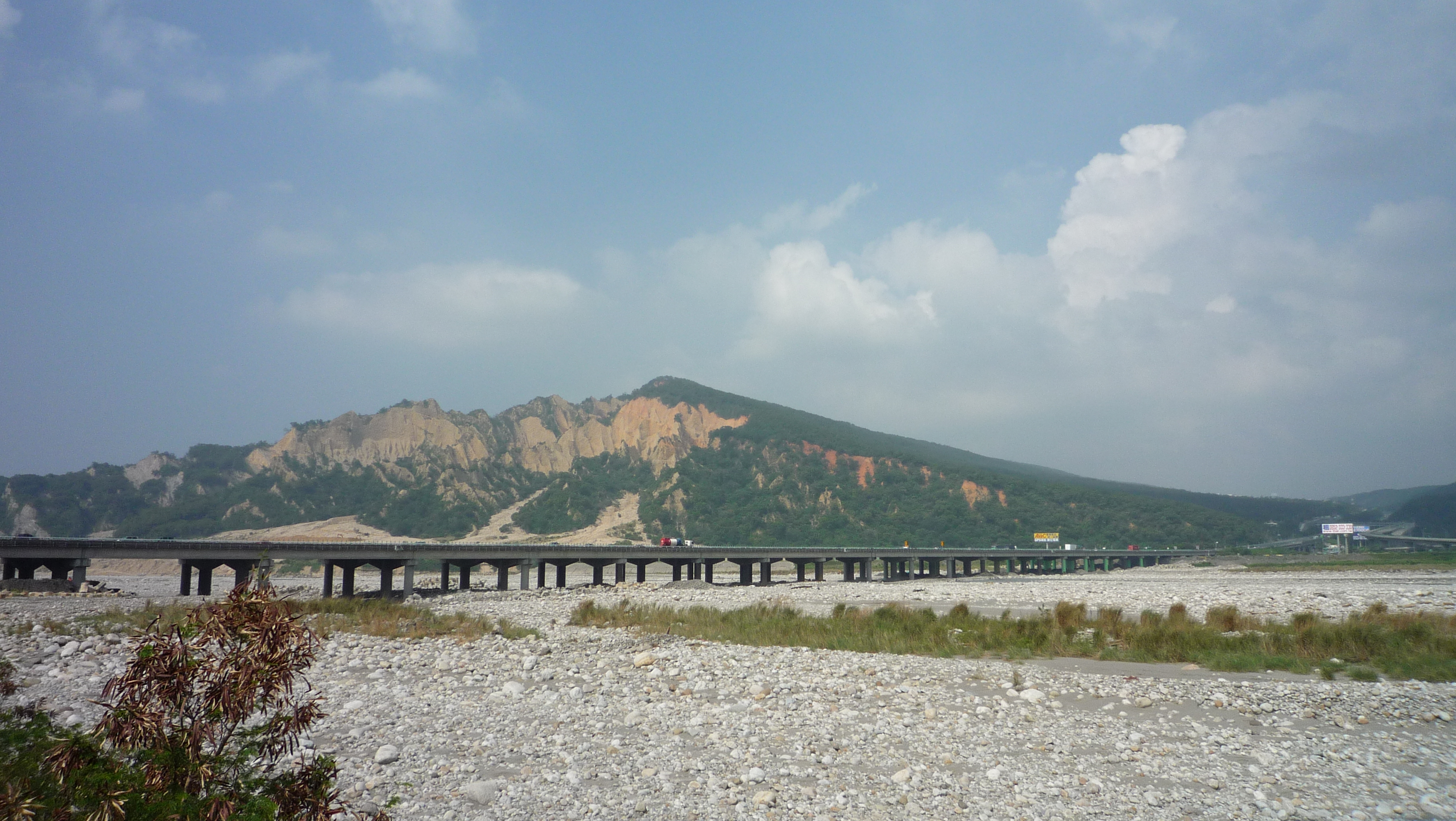
火炎山的景象(自后里拍攝)

- 火炎山的景象(自后里拍攝)神雕村

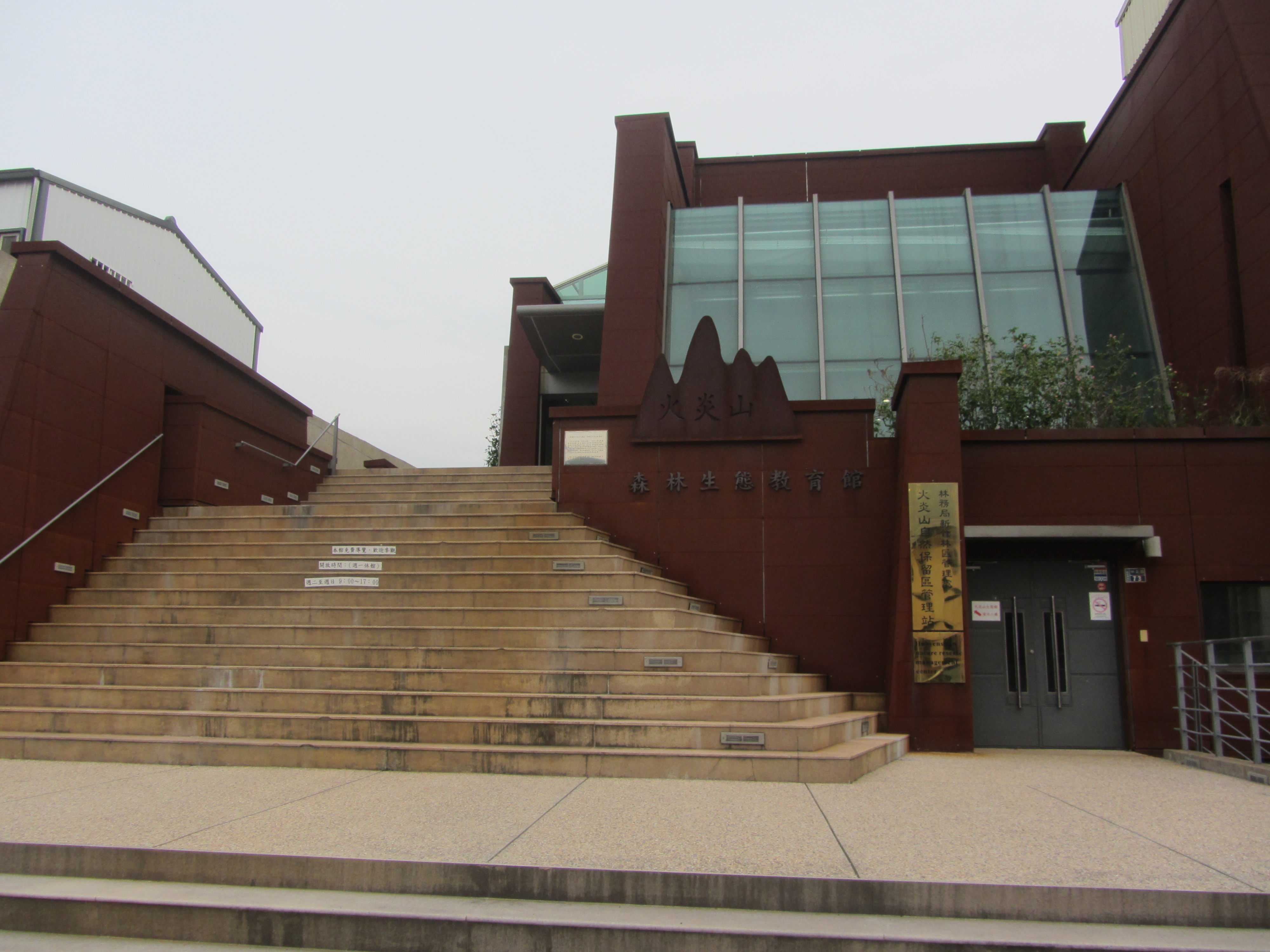
火炎山生態教育館

- 綠色隧道
- 關刀山
- 三角山
- 望晴谷

### 觀光旅遊景點

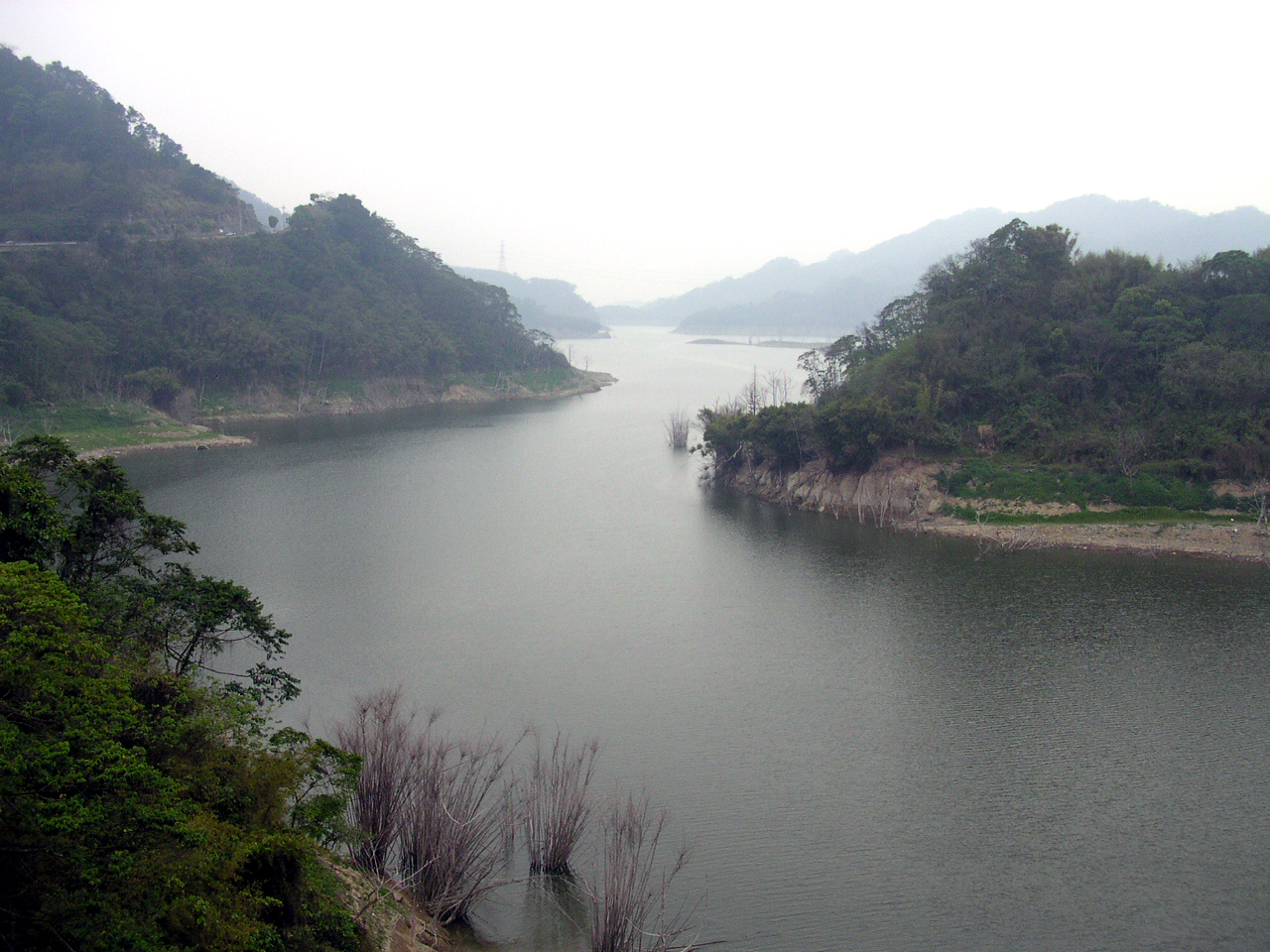
鯉魚潭水庫

- 龍騰瀑布：近舊山線已停駛的鐵道旁，苗49鄉道旁邊的龍騰斷橋風景區內。瀑布位於龍騰溪中游，風景極佳，水質清澈，又名「水載下瀑布」。
- 鯉魚潭水庫：位於苗52線上。
- 水美街：亦稱「雕刻街」，為台灣知名木雕街，沿線有許多木雕藝品店，亦有餐廳、便當店、客家米食、便利商店等等，每到假日常常車水馬龍，是三義僅次於廣盛村街上最繁華之地。位於台13線上，與中正路相接。
- 三義木雕博物館：博物館於半山腰，附近為台灣知名木雕街(此處是另一條，水美街在山下)，位於四月雪小徑旁。
- 四月雪小徑: 三義著名登山步道，入口在在木雕博物館旁。登山步道長度不長，皆為木枕階梯，小孩也可輕易走完，適合全家大小一同健行。其上方出口處為慈濟茶園，風景優美，除了茶樹以外也可遠眺對面的菜壽凸、雪山山脈等遠山。除了原路折返，也可選擇走慈濟茶園的小路，從建中國小上操場後山下來，繞O型路線。
- 雙潭觀光園區
- 建中國民小學3D彩繪階梯：建中國小大門前的階梯，共90階，是建中學生每日上學必爬之路，近年來重新繪製，一改原為灰色的樣式，介紹了三義當地特色(如石虎、桐花、勝興車站等等)，為小城故事拍攝地點(當時仍為灰色)，位於好客走廊（页面存档备份，存于）上。
- 挑炭古道
- 三通嶺步道
- 三角山登山步道

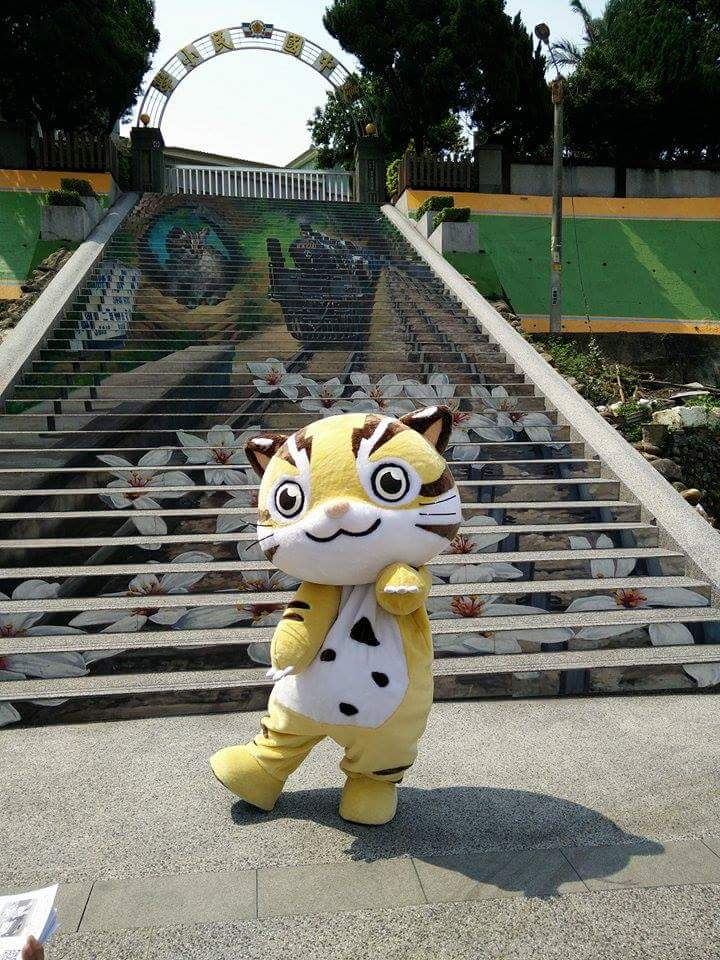
（貓裏喵與）建中國小3D彩繪階梯

- （貓裏喵與）建中國小3D彩繪階梯遠航空難紀念亭：為紀念三義空難中遠東航空103號班機的亡者而設立，位於縣道130線上。
- 三義九華山大興善寺
- 佛頂山朝聖寺
- 法鼓山三義道場
- 天帝教三義天安太和道場
- 慈濟山茶園
- 西湖渡假村
- 三義車亭服務區：又稱三義服務區、車亭休息站，其旁邊有三義唯一一間麥當勞。位於中山高三義交流道旁，是中山高沿線私人經營的類似設施中歷史最悠久、知名度最高者之一。
- 裕隆車之道體驗中心：全台第一間開放汽車製程參觀的觀光工廠。 （页面存档备份，存于）

## 特產
- 木雕
- 油桐花
- 陶器
- 樟腦油
- 土雞
- 稻米
- 茶
- 苦茶油
- 藍染
- 蓋班鬥魚
- 客家麵
- 客家米食

## 外部連結
- 苗栗縣三義鄉公所全球資訊網（页面存档备份，存于）（繁體中文）
- 三義鄉公所的Facebook專頁（繁體中文）